# Marina Munćan
Marina Munćan (serbisch-kyrillisch Марина Мунћан; * 6. November 1982 in Pančevo, SFR Jugoslawien) ist eine ehemalige serbische Mittelstreckenläuferin, die bis 2003 für Jugoslawien und bis 2006 für Serbien und Montenegro an den Start ging. Ihren größten Erfolg feierte sie mit dem Gewinn der Goldmedaille über 1500 Meter bei der Sommer-Universiade 2009 in Belgrad.

## Sportliche Laufbahn
Erste internationale Erfahrungen sammelte Marina Munćan bei den Crosslauf-Weltmeisterschaften 1997 in Turin, bei denen sie nach 16:35 min auf den 50. Platz im U20-Rennen gelangte. Im Juni gewann sie bei den Balkanspielen in Athen in 36:10,86 min die Bronzemedaille im 10.000-Meter-Lauf hinter der Rumänin Constantina Diță und Lale Öztürk aus der Türkei. Anschließend gelangte sie bei den Junioreneuropameisterschaften in Ljubljana mit 17:30,75 min auf den zehnten Platz im 5000-Meter-Lauf und kam über 3000 Meter nicht ins Ziel. Im Dezember wurde sie dann bei den Crosslauf-Europameisterschaften in Oeiras nach 9:45 min 21. im U20-Rennen und sicherte sich in der Teamwertung die Silbermedaille. Im Jahr darauf wurde sie bei den Crosslauf-Europameisterschaften 1998 in Ferrara in 12:51 min 33. im U20-Rennen und 1999 siegte sie in 9:27,70 min im 3000-Meter-Lauf bei den Europäischen Olympischen Jugendtagen in Esbjerg. Anschließend gelangte sie bei den erstmals ausgetragenen Jugendweltmeisterschaften in Bydgoszcz mit 9:27,44 min auf den 13. Platz, ehe sie bei den Junioreneuropameisterschaften in Riga in 9:38,22 min ebenfalls 13. wurde. Bei den Crosslauf-Weltmeisterschaften 2000 in Vilamoura lief sie nach 24:06 min auf dem 88. Platz im U20-Rennen ein und im Dezember wurde sie bei den Crosslauf-EM in Malmö in 13:46 min 35. Im Jahr darauf belegte sie bei den Junioreneuropameisterschaften in Grosseto in 9:17,71 min den sechsten Platz über 3000 Meter und kam im Finale im 1500-Meter-Lauf nicht ins Ziel. Im Dezember wurde sie bei den Crosslauf-EM in Thun in 11:43 min 41. im U20-Rennen.
2002 begann sie ein Studium an der Villanova University in den Vereinigten Staaten und im Jahr darauf belegte sie bei den U23-Europameisterschaften in Bydgoszcz in 4:15,32 min den siebten Platz über 1500 Meter. 2005 klassierte sie sich bei den Mittelmeerspielen in Almería mit 4:15,56 min auf dem neunten Platz über 1500 Meter und kam im Vorlauf über 800 Meter nicht ins Ziel. Bei den Crosslauf-Europameisterschaften 2006 in San Giorgio su Legnano wurde sie in 27:07 min 43. im Einzelrennen und im Jahr darauf belegte sie bei den Halleneuropameisterschaften in Birmingham in 4:14,60 min den neunten Platz über 1500 Meter. Im August belegte sie bei der Sommer-Universiade in Bangkok in 4:12,56 min den fünften Platz, ehe sie bei den Weltmeisterschaften in Osaka mit 4:08,02 min im Halbfinale aus. 2009 gelangte sie bei den Halleneuropameisterschaften in Turin mit 4:20,01 min auf den siebten Platz und im Juli siegte sie in 4:15,53 min bei den Studentenweltspielen in Belgrad. Daraufhin kam sie bei den Weltmeisterschaften in Berlin mit 4:15,18 min nicht über die Vorrunde hinaus. Im Jahr darauf schied sie bei den Europameisterschaften in Barcelona mit 4:19,32 min ebenfalls im Vorlauf aus und 2011 verpasste sie bei den Halleneuropameisterschaften in Paris mit 4:18,09 min den Finaleinzug. Im Jahr darauf belegte sie bei den Europameisterschaften in Helsinki in 4:15,63 min den siebten Platz und nahm daraufhin an den Olympischen Sommerspielen in London teil, bei denen sie mit 4:11,25 min in der ersten Runde ausschied. 2013 beendete sie dann ihre aktive sportliche Karriere im Alter von 31 Jahren.
In den Jahren 1995 und 1996 wurde Munćan jugoslawische Meisterin im 10.000-Meter-Lauf sowie 1997 und 2002 über 1500 Meter und im 800-Meter-Lauf. Zudem wurde sie 2010 serbische Meisterin über 800 Meter.

## Persönliche Bestleistungen
- 800 Meter: 2:02,86 min, 26. Juli 2009 in Brasschaat
  - 800 Meter (Halle): 2:05,75 min, 11. Februar 2011 in Boston
- 1500 Meter: 4:06,48 min, 17. Juli 2012 in Lignano Sabbiadoro
  - 1500 Meter (Halle): 4:12,23 min, 6. März 2009 in Turin
- Meile: 4:31,52 min, 20. April 2012 in Walnut (serbischer Rekord)
  - Meile (Halle): 4:31,84 min, 22. Januar 2011 in New York City (serbischer Rekord)
- 3000 Meter: 9:08,44 min, 5. Dezember 2004 in Haverford
  - 3000 Meter (Halle): 9:10,32 min, 28. Januar 2006 in State College
- 5000 Meter: 17:30,75 min, 25. Juli 1997 in Ljubljana
- 10.000 Meter: ?